# Aziz Khan (général)
Pour les articles homonymes, voir Aziz Khan et Khan.
Muhammad Mir Aziz Khan (ourdou : محمد عزیز خان), né le 1er janvier 1947 est un général quatre-étoiles de l'armée pakistanaise, il fut président de l'état-major nommé en octobre 2001 jusqu'à sa retraite en 2005.
Le général Aziz a été le commandant principal des zones septentrionales du Pakistan. Il fut en fonction lors de la Guerre de Kargil en 1991 contre l'armée indienne, et a été l'un des quatre généraux qui ont aidé a lancé le coup d'état du 12 octobre 1999 destituant le gouvernement du Premier ministre Nawaz Sharif,,.

## Biographie
Mohammed Aziz Khan est né dans le village de Dhar Dhrach, situé dans le voisinage de la Pallandri situé dans l'Azad Cachemire le 1er janvier 1947. Sa famille appartenait à la tribu Sudhozai. Il fait partie de l'ethnie cachemiris. D'abord diplômé de la  High School Palandri, il rejoint l' Armée Pakistanaise en 1964. Son premier fait d'armes se déroule lors de la deuxième guerre avec l'Inde en 1965. Il rejoint par la suite l'Académie Militaire du Pakistan (PMA).
En 1966, Khan sort de la PMA Kakul en tant que 2e Lieutenant au 12e Bataillon (en) de la régiment du Punjab. Il commanda un peloton lors de la troisième guerre avec l'Inde en 1971. Il a par la suite été qualifié d'un cfp après sa formation à l'école des officiers (CSC). Plus tard, Il suit une formation à l'Université de la Défense Nationale (en) , où il a obtenu une maîtrise en études de la Guerre. Dans les années 1980, le lieutenant-colonel Khan commande le 12e Bataillon (en) avant de rejoindre l'administration du régime de  Muhammad zia-ul-haq.
Dans les années 1980, désormais Colonel, Khan a été nommé au titre de Secrétaire Militaire (en) (Mil Secy) pour le président Zia-ul-Haq. Il assiste entre autres le président lors d'une visite d'état auprès du président américain Ronald Reagan. Il est ensuite en poste en tant qu'attaché militaire à l'ambassade du Pakistan à Washington DC pour l'Armée des États-Unis afin de maintenir des relations militaires avec l'armée américaine.
Dans les années 1990, Khan fut chef d'état-major de la section X Corps (en) avant d'être postés dans Siachen pour le commandement de l'infanterie légère du nord (IPA). En 1991-94, Khan a fut muté au commandant de la 80e Brigade stationnée dans l'Azad Cachemire.

## Faits d'armes

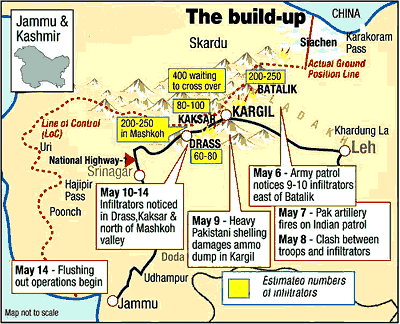
La région du Kargil en 1999: Khan commanda la région septentrionale pour s'infiltrer dans le Cachemire Indien.

En 1994, Khan a été promu en tant que général deux étoiles alors qu'il fut posté en tant que commandant principal de l'armée pakistanaise dans la région du Gilgit-Baltistan au Pakistan. Le Major-Général Khan a servi à ce poste jusqu'en 1996, quand il a reçu ses trois étoiles, il laisse le commandement au Major-Général Javed Hassan.
En 1996, le Lieutenant-Général Khan a été affichée avec l'Inter-Service Intelligence , il dirige alors le département analytique, chargé de la collecte de renseignements en Inde et en Afghanistan, jusqu'en 1998. Khan a été principalement responsable de les garder des renseignements sur les Talibans en Afghanistan.
En octobre 1998, Khan a été transférée aux quartiers généraux de l'armée et a été nommé Chef d'état-major général. Lui-même un Cachemiri, le général Khan a été entièrement engagé dans le conflit du Cachemire, il a mis en œuvre le plan d'infiltration dans le Cachemire Indien, avec l'approbation du Chief of Army Staff.
Plus tard, les rapports d'enquête compilés par des historiens et des journalistes pakistanais ont critiqué les actions dans la région nord et le fait que Khan, étant conscient des conséquences, a amené les deux nations au bord de la guerre.
Pendant les actions militaires dans la région du Kargil, l'intelligence indienne a pu enregistrer les conversations téléphoniques qui ont eu lieu entre le général Pervez Musharraf et le lieutenant-général Khan, prouvant que l' Armée pakistanaise avait infiltré sans l'approbation officielle de l'exécutif, le gouvernement du Pakistan dirigé par le Premier Ministre Nawaz Sharif. Quand les conversations ont été divulgués par l'Inde, le premier ministre Sharif a rencontré le lieutenant-général Khan qui a nié l'authenticité de l'enregistrement, a confié plus tard à Musharraf que le succès de l'opération reposait sur "un secret total".
Plus tard, des journalistes d'investigations ont identifié la présence de quatre généraux dans le conflit du Kargil. Parmi eux, Mahmoud Ahmed, le commandant de la X Corps (en),  Jan Orakzai (en) de l'ISI, Jan Orakzai (en), le commandant de la XI Corps (en) et le général Khan.
Après l'accident du Kargil, il n'y eut pas d'enquête militaire, ni de preuve conduisant à une potentielle condamnation des responsables de ces incidents.
Le 12 octobre 1999, le lieutenant-général Khan a joué un rôle décisif dans le déclenchement de la prise de contrôle militaire du gouvernement civil dirigé par le Premier Ministre Nawaz Sharif lorsqu'il a refusé de laisser le contrôle de l'armée au général Ziauddin Butt.:contents. Donnant l'ordre de prendre le contrôle de l'aéroport de Karachi, Khan prit le contrôle de l'armée en faveur du général Pervez Musharraf.:contents
Après que le président Clinton visita le Pakistan en 2000, le lieutenant-général Aziz Khan a été démis de ses fonctions et a été nommé commandant sur le terrain de la IV Corps d'armée (en) stationné à Lahore, au Punjab, qu'il commanda jusqu'en 2001.

## Président de l'état-major
Le 6 octobre 2001, Aziz Khan fut promu au grade quatre étoiles, dans le même temps, il fut nommé comme président de l'état-major.
Cette promotion a été l'une des premières décisions controversées faite par l'administration Musharraf. Les médias furent très critiques sur cette nomination.
À ce moment, Khan était l'un des militaires les plus expérimentés de l'armée, et attendait le grade de la quatrième étoile.
Alors que le général Yusaf (en) et le général Khan ont été élevés au grade quatre étoiles, les autres généraux ayant le même statut ont demandé leur destitution quand ils ont remis leur démission. La démission de Mahmoud Ahmed et Osmani ont été largement nuancé avec des rumeurs de proximité avec les terroristes. Khan fut nommé colonel en chef du régiment du Pendjab par le général Pervez Musharraf le 21 mars 2003.
En dépit de son soutien initial pour le général Musharraf, Aziz Khan regretta d'avoir joué un rôle dans la stabilisation du général Pervez Musharraf face au gouvernement civil. Plus tard, lors d'interventions, il a commenté ce gouvernement en disant que : « la politique ne doit pas être faite en uniforme ».
En 2001, Aziz Khan a publiquement pris position contre la politique de Pervez Musharraf et le rapprochement avec les États-Unis, sans pour autant avoir de solution pour lutter contre les organisations terroristes. Pour lui, l'intervention américaine en Afghanistan suscita beaucoup de méfiance, il eut une opinion favorable envers les Talibans en Afghanistan, et nourrissait un ressentiment anti-américain lorsqu'il les qualifia d'« ennemi numéro un ».
Dans une réponse à l'attaque terroriste sur le parlement Indien en 2001, Khan a supervisé le déploiement de troupes le long de la frontière au lors de l'affrontement militaire, il soutint la médiation chinoise pour les relations entre les deux pays.
En 2003, le général Khan est allé en visite au Sri Lanka, où il a rencontré le président sri-lankais Chandrika Kumaratunga, à la suite de cette rencontre, le Pakistan a accepté de fournir une assistance militaire au Sri Lanka pour la guerre civile. En 2005, le départ à la retraite d'Aziz Khan a été confirmé par le président Musharraf.